# Jordan Hamilton
Pour le footballeur, voir Jordan Hamilton (soccer).
Jordan Hamilton, né le 6 octobre 1990 à Los Angeles, en Californie, est un joueur américain de basket-ball. Il évolue aux postes d'arrière et d'ailier.

## Biographie
Au cours de la saison 2011-2012, il est envoyé s'aguerrir en NBA D-League chez les Stampede de l'Idaho.
Le 20 février 2014, Jordan Hamilton est échangé contre Aaron Brooks aux Rockets de Houston.
Le 18 août 2014, il signe avec les Raptors de Toronto. Cependant, il est libéré par le club le 25 octobre.
Deux jours plus tard, il signe au Jazz de l'Utah.
Le 24 février 2015, il signe un contrat de dix jours avec les Clippers de Los Angeles. Le 6 mars 2015, il signe un second contrat de dix jours avec les Clippers

## Records personnels sur une rencontre de NBA
Les records personnels de Jordan Hamilton officiellement recensés par la NBA sont les suivants :
| Type statistique            | Saison régulière | Saison régulière                 | Saison régulière | Playoffs | Playoffs              | Playoffs    |
| Type statistique            | Record           | Adversaire                       | Date             | Record   | Adversaire            | Date        |
| --------------------------- | ---------------- | -------------------------------- | ---------------- | -------- | --------------------- | ----------- |
| Points en un match          | 19               | @ Suns de Phoenix                | 8 novembre 2013  | 2        | 2 fois                |             |
| Paniers marqués en un match | 8                | @ Suns de Phoenix                | 8 novembre 2013  | 1        | 2 fois                |             |
| Paniers tentés en un match  | 14               | 2 fois                           |                  | 2        | Lakers de Los Angeles | 10 mai 2012 |
| Paniers à 3 points réussis  | 4                | 4 fois                           |                  |          |                       |             |
| Paniers à 3 points tentés   | 8                | @ Clippers de Los Angeles        | 26 février 2014  |          |                       |             |
| Lancers francs réussis      | 4                | 2 fois                           |                  |          |                       |             |
| Lancers francs tentés       | 4                | 6 fois                           |                  |          |                       |             |
| Rebonds offensifs           | 4                | @ Hornets de La Nouvelle-Orléans | 25 mars 2013     |          |                       |             |
| Rebonds défensifs           | 9                | Spurs de San Antonio             | 23 février 2012  |          |                       |             |
| Rebonds totaux              | 9                | 2 fois                           |                  |          |                       |             |
| Passes décisives            | 7                | @ Timberwolves du Minnesota      | 12 février 2014  |          |                       |             |
| Interceptions               | 5                | @ Clippers de Los Angeles        | 21 décembre 2013 | 1        | Lakers de Los Angeles | 10 mai 2012 |
| Contres                     | 2                | 4 fois                           |                  |          |                       |             |
| Balles perdues              | 5                | @ Suns de Phoenix                | 8 novembre 2013  | 1        | Lakers de Los Angeles | 10 mai 2012 |
| Minutes jouées              | 33               | 2 fois                           |                  | 4        | Lakers de Los Angeles | 10 mai 2012 |

- Double-double : aucun (au 02/05/2014).
- Triple-double : aucun.